# Gloria Transita
Gloria Transita, ook uitgebracht als Vervlogen Roem en Artistentrots, is een Nederlandse stomme film uit 1917 onder regie van Johan Gildemeijer.

## Verhaal
De film vertelt het verhaal van een armoedige straatzanger, die zich opwerkt tot de opera en uitgroeit tot een beroemde zanger. Hij is een gevierde operaster, totdat een tragedie ervoor zorgt dat aan zijn carrière in de opera abrupt een einde komt.

## Rolbezetting
| Acteur                   | Personage                |
| ------------------------ | ------------------------ |
| August van den Hoeck     | Ben Solotti              |
| Henny Schröder           | Henny                    |
| Frederick Vogeding       | Gaston                   |
| Eberhard Erfmann         | Baron Villers            |
| Nelly de Heer            | Moeder van Baron Villers |
| Wilhelmina van den Hoeck | Operazangeres            |
| Johan Gildemeijer        | Tennisspeler             |
| Irma Lozin               | Operazangeres            |
| Jacques Cauveren         | Operazanger              |

## Achtergrond
Voor het script werd veel inspiratie gehaald uit Cecil B. DeMilles Amerikaanse film Carmen (1915). Johan Gildemeijer nam de regietaak op zich, omdat hij vond dat hij zijn gevoel voor beeld en geluid goed kon combineren. De film werd opgenomen in onder andere Amsterdam, Scheveningen, Rotterdam en Haarzuilen.
Hoewel het een zwijgende film is, valt het onder het genre operafilm. Er werden elementen uit de befaamde opera's Rigoletto, Faust en I Pagliacci gebruikt en in de film verwerkt. Tijdens de filmpremière werden deze fragmenten live en synchroon ten gehore gebracht door vier spelers. De eerste voorstellingen in Amsterdam en Den Haag stonden de acteurs August en Wilhelmina van den Hoeck, Irma Lozin en [[Jacques
Cauveren]] in de orkestbak. Het werd een enorm succes en haalde menig geschiedenisboek over filmmuziek. Het kreeg verscheidene reprises in Nederland en België tot en met 1927. Het leverde zelfs een vervolg op, Gloria Fatalis (1921). Deze zou echter niet het succes evenaren.
Het is een van de weinige zwijgende films uit Nederland die bewaard zijn gebleven. Een bijna complete versie is in bezit van het Nederlands Filmmuseum. De film werd nog met regelmaat getoond voor het publiek. Zo werd het in 1995 uitgezonden in het kader van 350 jaar opera en 100 jaar film. Een andere vertoning vond plaats bij het filmfestival te Vlissingen in 1999.